# Lịch sử mật mã học
Mật mã học là một ngành có lịch sử từ hàng nghìn năm nay. Trong phần lớn thời gian phát triển của mình (ngoại trừ vài thập kỷ trở lại đây), lịch sử mật mã học chính là lịch sử của những phương pháp mật mã học cổ điển - các phương pháp mật mã hóa với bút và giấy, đôi khi có hỗ trợ từ những dụng cụ cơ khí đơn giản. Vào đầu thế kỷ 20, sự xuất hiện của các cơ cấu cơ khí và điện cơ, chẳng hạn như máy Enigma, đã cung cấp những cơ chế phức tạp và hiệu quả hơn cho việc mật mã hóa. Sự ra đời và phát triển mạnh mẽ của ngành điện tử và máy tính trong những thập kỷ gần đây đã tạo điều kiện để mật mã học phát triển nhảy vọt lên một tầm cao mới.
Sự phát triển của mật mã học luôn luôn đi kèm với sự phát triển của các kỹ thuật phá mã (hay thám mã). Các phát hiện và ứng dụng của các kỹ thuật phá mã trong một số trường hợp đã có ảnh hưởng đáng kể đến các sự kiện lịch sử. Một vài sự kiện đáng ghi nhớ bao gồm việc phát hiện ra bức điện Zimmermann khiến Hoa Kỳ tham gia Thế chiến I và việc phá mã thành công hệ thống mật mã của Đức Quốc xã góp phần làm đẩy nhanh thời điểm kết thúc thế chiến II.
Cho tới đầu thập kỷ 1970, các kỹ thuật liên quan tới mật mã học hầu như chỉ nằm trong tay các chính phủ. Hai sự kiện đã khiến cho mật mã học trở nên thích hợp cho mọi người, đó là: sự xuất hiện của tiêu chuẩn mật mã hóa DES và sự ra đời của các kỹ thuật mật mã hóa khóa công khai.

## Mật mã học cổ điển
Xem thêm: Mật mã học cổ điển
Những bằng chứng sớm nhất về sử dụng mật mã học là các chữ tượng hình không tiêu chuẩn tìm thấy trên các bức tượng Ai Cập cổ đại (cách đây khoảng 4500). Những ký hiệu tỏ ra không phải để phục vụ mục đích truyền thông tin bí mật mà có vẻ như là nhằm mục đích gợi nên những điều thần bí, trí tò mò hoặc thậm chí để tạo sự thích thú cho người xem. Ngoài ra còn rất nhiều ví dụ khác về những ứng dụng của mật mã học hoặc là những điều tương tự. Muộn hơn, các học giả về tiếng Hebrew có sử dụng một phương pháp mã hóa thay thế bảng chữ cái đơn giản chẳng hạn như mật mã Atbash (khoảng năm 500 đến năm 600). Mật mã học từ lâu đã được sử dụng trong các tác phẩm tôn giáo để che giấu thông tin với chính quyền hoặc nền văn hóa thống trị. Ví dụ tiêu biểu nhất là "số chỉ kẻ thù của Chúa" (tiếng Anh: Number of the Beast) xuất hiện trong kinh Tân Ước của Cơ đốc giáo. Ở đây, số 666 có thể là cách mã hóa để chỉ đến Đế chế La Mã hoặc là đến hoàng đế Nero của đế chế này. Việc không đề cập trực tiếp sẽ đỡ gây rắc rối khi cuốn sách bị chính quyền chú ý. Đối với Cơ đốc giáo chính thống thì việc che giấu này kết thúc khi Constantine cải đạo và chấp nhận đạo Cơ đốc là tôn giáo chính thống của đế chế.

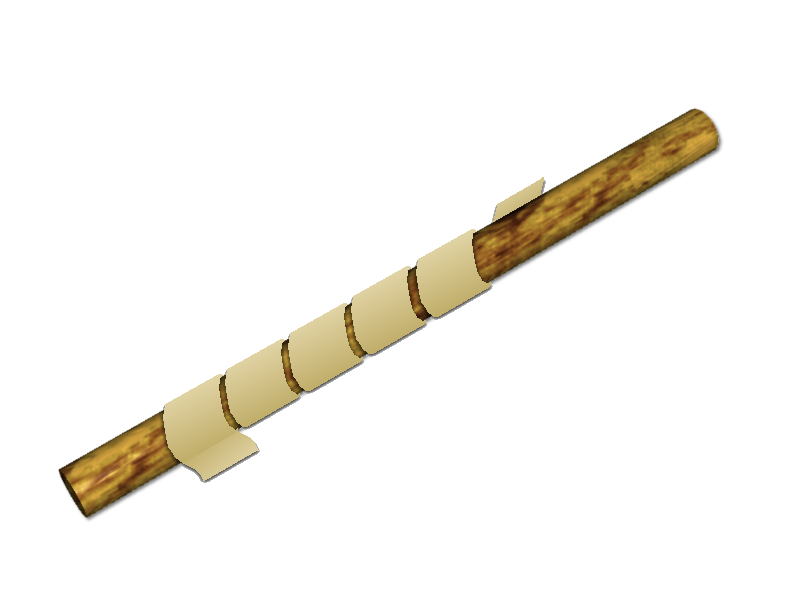
Gậy mật mã của người Hy Lạp là một trong những dụng cụ đầu tiên trong ngành mật mã hoá

Người Hy Lạp cổ đại cũng được biết đến là đã sử dụng các kỹ thuật mật mã (chẳng hạn như gậy mật mã). Cũng có những bằng chứng rõ ràng chứng tỏ người La Mã nắm được các kỹ thuật mật mã (mật mã Caesar và các biến thể). Thậm chí đã có những đề cập đến một cuốn sách nói về mật mã trong quân đội La Mã; tuy nhiên cuốn sách này đã thất truyền.
Tại Ấn Độ, mật mã học cũng khá nổi tiếng. Trong cuốn sách Kama Sutra, mật mã học được xem là cách những người yêu nhau trao đổi thông tin mà không bị phát hiện.

## Thời Trung cổ
Xem thêm: Bản thảo Voynich
Nguyên do xuất phát có thể là từ việc phân tích bản kinh Qur'an, do nhu cầu tôn giáo, mà kỹ thuật phân tích tần suất đã được phát minh để phá vỡ các hệ thống mật mã đơn ký tự vào khoảng năm 1000. Đây chính là kỹ thuật phá mã cơ bản nhất được sử dụng, mãi cho tới tận thời điểm của thế chiến thứ II. Về nguyên tắc, mọi kỹ thuật mật mã đều không chống lại được kỹ thuật phân tích mã (cryptanalytic technique) này cho tới khi kỹ thuật mật mã dùng nhiều bảng chữ cái được Alberti sáng tạo (năm 1465). 
Mật mã học (tuy âm thầm) ngày càng trở nên quan trọng dưới tác động của những thay đổi, cạnh tranh trong chính trị và tôn giáo. Chẳng hạn tại châu Âu, trong và sau thời kỳ Phục hưng, các công dân của các thành bang thuộc Ý, gồm cả các thành bang thuộc giáo phận và Công giáo La Mã, đã sử dụng và phát triển rộng rãi các kỹ thuật mật mã. Tuy nhiên rất ít trong số này tiếp thu được công trình của Alberti (các công trình của họ không phản ảnh sự hiểu biết hoặc tri thức về kỹ thuật tân tiến của Alberti) và do đó hầu như tất cả những người phát triển và sử dụng các hệ thống này đều quá lạc quan về độ an toàn. Điều này hầu như vẫn còn đúng cho tới tận hiện nay, nhiều nhà phát triển không xác định được điểm yếu của hệ thống. Do thiếu hiểu biết cho nên các đánh giá dựa trên suy đoán và hy vọng là phổ biến.
Mật mã học, phân tích mã học và sự phản bội của nhân viên tình báo, của người đưa thư, đều xuất hiện trong âm mưu Babington diễn ra dưới triều đại của nữ hoàng Elizabeth I dẫn đến kết cục xử tử nữ hoàng Mary I của Scotland. Một thông điệp được mã hóa từ thời "người dưới mặt nạ sắt" (Man in the Iron Mask) (được giải mã vào khoảng 1900 bởi Étienne Bazeries) cho biết một số thông tin về số phận của tù nhân này (đáng tiếc thay là những thông tin này cũng chưa được rõ ràng cho lắm). Mật mã học, và những lạm dụng của nó, cũng là những phần tử liên quan đến mưu đồ dẫn tới việc xử tử Mata Hari và âm mưu quỷ quyệt dẫn đến trò hề trong việc kết án Dreyfus và bỏ tù hai người đầu thế kỷ 20. May mắn thay, những nhà mật mã học (cryptographer) cũng nhúng tay vào việc phơi bày mưu đồ dẫn đến các khúc mắc của Dreyfus; Mata Hari, ngược lại, đã bị bắn chết.
Ngoài các nước ở Trung Đông và châu Âu, mật mã học hầu như không được phát triển. Tại Nhật Bản, mãi cho tới 1510, mật mã học vẫn chưa được sử dụng và các kỹ thuật tiên tiến chỉ được biết đến sau khi nước này mở cửa với phương Tây (thập kỷ 1860).

## Mật mã học từ 1800 tới Thế chiến II
Tuy mật mã học có một lịch sử dài và phức tạp, mãi cho đến thế kỷ 19 nó mới được phát triển một cách có hệ thống, không chỉ còn là những tiếp cận nhất thời, vô tổ chức. Những ví dụ về phân tích mã bao gồm công trình của Charles Babbage trong kỷ nguyên của Chiến tranh Krim (Crimean War) về toán phân tích mật mã đơn ký tự. Công trình của ông, tuy hơi muộn màng, đã được Friedrich Kasiski, người Phổ, khôi phục và công bố. Tại thời điểm này, để hiểu được mật mã học, người ta thường phải dựa vào những kinh nghiệm từng trải (rules of thumb); xin xem thêm các bài viết về mật mã học của Auguste Kerckhoffs cuối thế kỷ 19. Trong thập niên 1840, Edgar Allan Poe đã xây dựng một số phương pháp có hệ thống để giải mật mã. Cụ thể là, ông đã bày tỏ khả năng của mình trong tờ báo hằng tuần Alexander's Weekly (Express) Messenger ở Philadelphia, mời mọi người đệ trình các phương pháp mã hóa của họ, và ông là người đứng ra giải. Sự thành công của ông gây chấn động với công chúng trong vài tháng. Sau này ông có viết một luận văn về các phương pháp mật mã hóa và chúng trở thành những công cụ rất có lợi, được áp dụng vào việc giải mã của Đức trong Thế chiến II.
Trong thời gian trước và tới thời điểm của Thế chiến II, nhiều phương pháp toán học đã hình thành (đáng chú ý là ứng dụng của William F. Friedman dùng kỹ thuật thống kê để phân tích và kiến tạo mật mã, và thành công bước đầu của Marian Rejewski trong việc bẻ gãy mật mã của hệ thống Enigma của Quân đội Đức). Sau Thế chiến II trở đi, cả hai ngành, mật mã học và phân tích mã, ngày càng sử dụng nhiều các cơ sở toán học. Tuy thế, chỉ đến khi máy tính và các phương tiện truyền thông Internet trở nên phổ biến, người ta mới có thể mang tính hữu dụng của mật mã học vào trong những thói quen sử dụng hằng ngày của mọi người, thay vì chỉ được dùng bởi các chính quyền quốc gia hay các hoạt động kinh doanh lớn trước đó.

## Mật mã học trong Thế chiến II

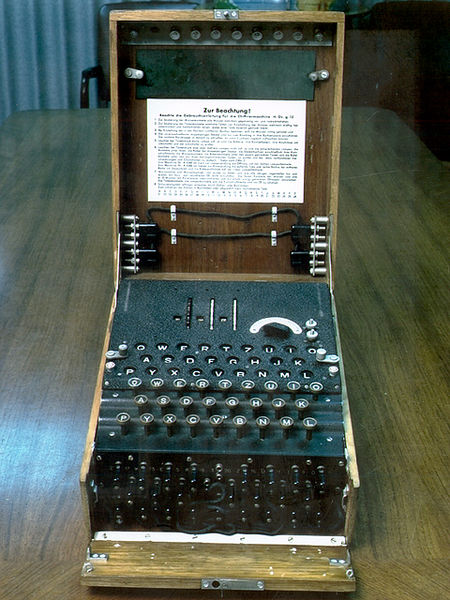
Máy Enigma được Phát Xít Đức sử dụng rộng rãi; việc phá vỡ hệ thống này đã mang lại cho quân Đồng Minh những tin tức tình báo cực kỳ quan trọng

Trong thế chiến II, các hệ thống mật mã cơ khí và cơ điện tử được sử dụng rộng rãi mặc dù các hệ thống thủ công vẫn được dùng tại những nơi không đủ điều kiện. Các kỹ thuật phân tích mật mã đã có những đột phá trong thời kỳ này, tất cả đều diễn ra trong bí mật. Cho đến gần đây, các thông tin này mới dần được tiết lộ do thời kỳ giữ bí mật 50 năm của chính phủ Anh đã kết thúc, các bản lưu của Hoa Kỳ dần được công bố cùng với sự xuất hiện của các bài báo và hồi ký có liên quan.
Người Đức đã sử dụng rộng rãi một hệ thống máy rôto cơ điện tử, dưới nhiều hình thức khác nhau, có tên gọi là máy Enigma. Vào tháng 12 năm 1932, Marian Rejewski, một nhà toán học tại Cục mật mã Ba Lan (tiếng Ba Lan: Biuro Szyfrów), đã dựng lại hệ thống này dựa trên toán học và một số thông tin có được từ các tài liệu do đại úy Gustave Bertrand của tình báo quân sự Pháp cung cấp. Đây có thể coi là đột phá lớn nhất trong lịch sử phân tích mật mã trong suốt một nghìn năm trở lại. Rejewski cùng với các đồng sự của mình là Jerzy Różycki và Henryk Zygalski đã tiếp tục nghiên cứu và bắt nhịp với những tiến hóa trong các thành phần của hệ thống cũng như các thủ tục mật mã hóa. Cùng với những tiến triển của tình hình chính trị, nguồn tài chính của Ba Lan trở nên cạn kiệt và nguy cơ của cuộc chiến tranh trở nên gần kề, vào ngày 25 tháng 7 năm 1939 tại Warszawa, cục mật mã Ba Lan, dưới chỉ đạo của bộ tham mưu, đã trao cho đại diện tình báo Pháp và Anh những thông tin bí mật về hệ thống Enigma.
Ngay sau khi Thế chiến II bắt đầu (ngày 1 tháng 9 năm 1939), các thành viên chủ chốt của cục mật mã Ba Lan được sơ tán về phía tây nam; và đến ngày 17 tháng 9, khi quân đội Liên Xô tiến vào Ba Lan, thì họ lại được chuyển sang România. Từ đây, họ tới Paris (Pháp). Tại PC Bruno, ở gần Paris, họ tiếp tục phân tích Enigma và hợp tác với các nhà mật mã học của Anh tại Bletchley Park lúc này đã tiến bộ kịp thời. Những người Anh, trong đó bao gồm những tên tuổi lớn của ngành mật mã học như Gordon Welchman và Alan Turing, người sáng lập khái niệm khoa học điện toán hiện đại, đã góp công lớn trong việc phát triển các kỹ thuật phá mã hệ thống máy Enigma.
Ngày 19 tháng 4 năm 1945, các tướng lĩnh cấp cao của Anh được chỉ thị không được tiết lộ tin tức rằng mã Enigma đã bị phá, bởi vì như vậy nó sẽ tạo điều kiện cho kẻ thù bị đánh bại cơ sở để nói rằng họ đã "không bị đánh bại một cách sòng phẳng" (were not well and fairly beaten) Lưu trữ ngày 19 tháng 3 năm 2008 tại Wayback Machine.
Các nhà mật mã học của Hải quân Mỹ (với sự hợp tác của các nhà mật mã học Anh và Hà Lan sau 1940) đã xâm nhập được vào một số hệ thống mật mã của Hải quân Nhật. Việc xâm nhập vào hệ thống JN-25 trong số chúng đã mang lại chiến thắng vẻ vang cho Mỹ trong trận Midway. SIS, một nhóm trong quân đội Mỹ, đã thành công trong việc xâm nhập hệ thống mật mã ngoại giao tối mật của Nhật (một máy cơ điện dùng "bộ chuyển mạch dịch bước" (stepping switch) được người Mỹ gọi là Purple) ngay cả trước khi thế chiến II bắt đầu. Người Mỹ đặt tên cho những bí mật mà họ tìm được từ việc thám mã, có thể đặc biệt là từ việc phá mã máy Purple, với cái tên "Magic". Người Anh sau này đặt tên cho những bí mật mà họ tìm ra trong việc thám mã, đặc biệt là từ luồng thông điệp được mã hóa bởi các máy Enigma, là "Ultra". Cái tên Anh trước đó của Ultra là Boniface.
Quân đội Đức cũng cho triển khai một số thử nghiệm cơ học sử dụng thuật toán mật mã dùng một lần (one-time pad). Bletchley Park gọi chúng là mã Fish, và ông Max Newman cùng đồng nghiệp của mình đã thiết kế ra một máy tính điện tử số khả lập trình (programmable digital electronic computer) đầu tiên là máy Colossus để giúp việc thám mã của họ. Bộ ngoại giao Đức bắt đầu sử dụng thuật toán mật mã dùng một lần vào năm 1919; một số luồng giao thông của nó đã bị người ta đọc được trong Thế chiến II, một phần do kết quả của việc khám phá ra một số tài liệu chủ chốt tại Nam Mỹ, do sự bất cẩn của những người đưa thư của Đức không hủy thông điệp một cách cẩn thận.
Bộ ngoại giao của Nhật cũng cục bộ xây dựng một hệ thống dựa trên nguyên lý của "bộ điện cơ chuyển mạch dịch bước" (được Mỹ gọi là Purple), và đồng thời cũng sử dụng một số máy tương tự để trang bị cho một số tòa đại sứ Nhật Bản. Một trong số chúng được người Mỹ gọi là "Máy-M" (M-machine), và một cái nữa được gọi là "Red". Tất cả những máy này đều ít nhiều đã bị phía Đồng Minh phá mã.

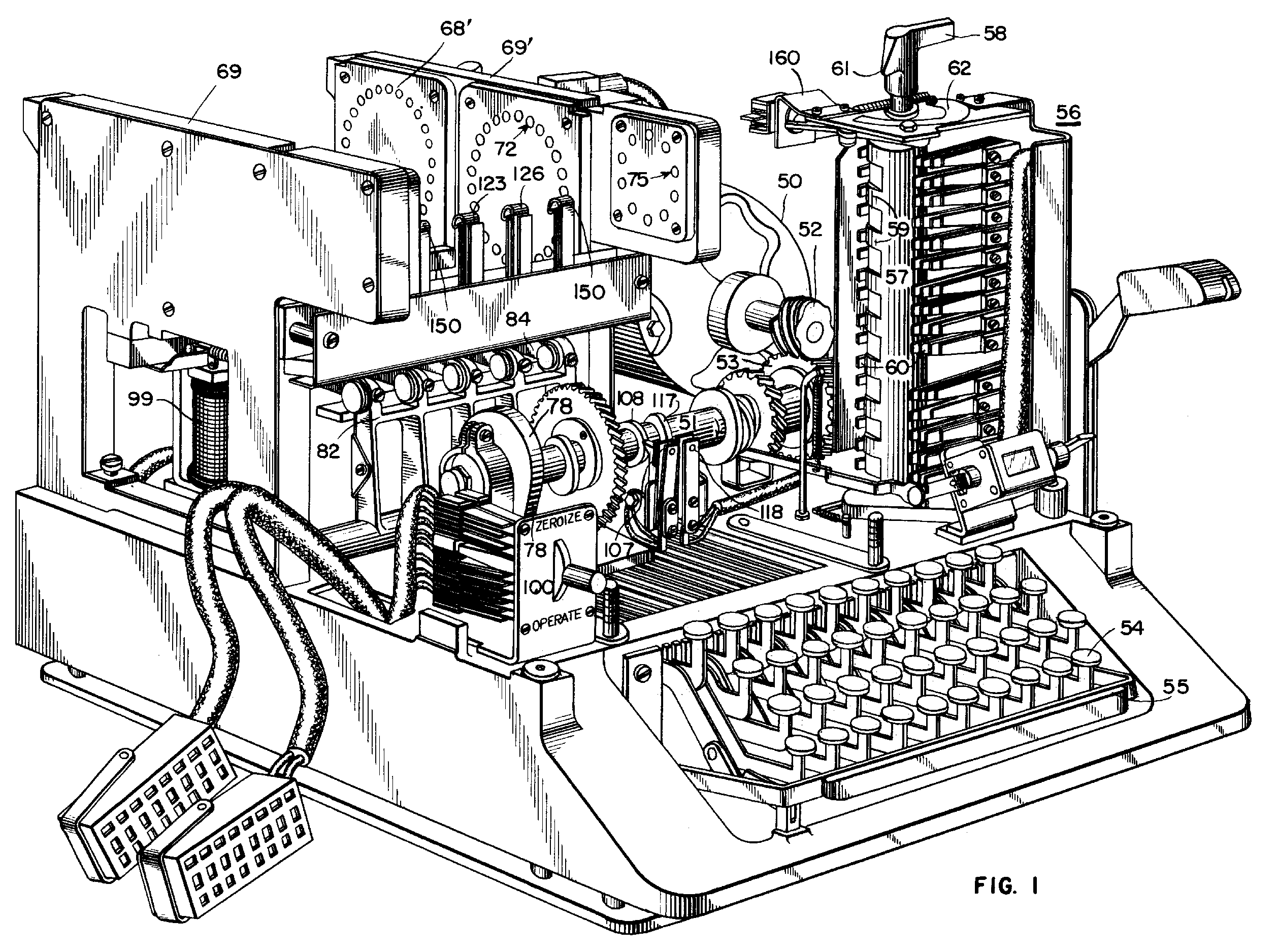
SIGABA được miêu tả trong, đệ trình năm 1944 song mãi đến năm 2001 mới được phát hành

Các máy mật mã mà phe Đồng Minh sử dụng trong thế chiến II, bao gồm cả máy TypeX của Anh và máy SIGABA của Mỹ, đều là những thiết kế cơ điện dùng rôto trên tinh thần tương tự như máy Enigma, song với nhiều nâng cấp lớn. Không có hệ thống nào bị phá mã trong quá trình của cuộc chiến tranh. Người Ba Lan sử dụng máy Lacida, song do tính thiếu an ninh, máy không tiếp tục được dùng. Các phân đội trên mặt trận chỉ sử dụng máy M-209 và các máy thuộc họ M-94 ít bảo an hơn. Đầu tiên, các nhân viên mật vụ trong Cơ quan đặc vụ của Anh (Special Operations Executive - SOE) sử dụng "mật mã thơ" (các bài thơ mà họ ghi nhớ là những chìa khóa), song ở những thời kỳ sau trong cuộc chiến, họ bắt đầu chuyển sang dùng các hình thức của mật mã dùng một lần (one-time pad).

## Mật mã học hiện đại

### Shannon
Nhiều người cho rằng kỷ nguyên của mật mã học hiện đại được bắt đầu với Claude Shannon, người được coi là cha đẻ của mật mã toán học. Năm 1949 ông đã công bố bài Lý thuyết về truyền thông trong các hệ thống bảo mật (Communication Theory of Secrecy Systems) trên tập san Bell System Technical Journal - Tập san kỹ thuật của hệ thống Bell - và một thời gian ngắn sau đó, trong cuốn Mathematical Theory of Communication - Lý thuyết toán học trong truyền thông - cùng với tác giả Warren Weaver. Những công trình này, cùng với những công trình nghiên cứu khác của ông về lý thuyết về tin học và truyền thông (information and communication theory), đã thiết lập một nền tảng lý thuyết cơ bản cho mật mã học và thám mã học. Với ảnh hưởng đó, mật mã học hầu như bị thâu tóm bởi các cơ quan truyền thông mật của chính phủ, chẳng hạn như NSA, và biến mất khỏi tầm hiểu biết của công chúng. Rất ít các công trình được tiếp tục công bố, cho đến thời kỳ giữa thập niên 1970, khi mọi sự được thay đổi.

### Tiêu chuẩn mật mã
Thời kỳ giữa thập niên kỷ 1970 được chứng kiến hai tiến bộ chính lớn (công khai). Đầu tiên là sự công bố đề xuất Tiêu chuẩn mật mã hóa dữ liệu (Data Encryption Standard) trong "Công báo Liên bang" (Federal Register) ở nước Mỹ vào ngày 17 tháng 3 năm 1975. Với đề cử của Cục Tiêu chuẩn Quốc gia (National Bureau of Standards - NBS) (hiện là NIST), bản đề xuất DES được công ty IBM (International Business Machines) đệ trình trở thành một trong những cố gắng trong việc xây dựng các công cụ tiện ích cho thương mại, như cho các nhà băng và cho các tổ chức tài chính lớn. Sau những chỉ đạo và thay đổi của NSA, vào năm 1977, nó đã được chấp thuận và được phát hành dưới cái tên Bản Công bố về Tiêu chuẩn Xử lý Thông tin của Liên bang (Federal Information Processing Standard Publication - FIPS) (phiên bản hiện nay là FIPS 46-3). DES là phương thức mật mã công khai đầu tiên được một cơ quan quốc gia như NSA "tôn sùng". Sự phát hành bản đặc tả của nó bởi NBS đã khuyến khích sự quan tâm chú ý của công chúng cũng như của các tổ chức nghiên cứu về mật mã học.
Năm 2001, DES đã chính thức được thay thế bởi AES (viết tắt của Advanced Encryption Standard - Tiêu chuẩn mã hóa tiên tiến) khi NIST công bố phiên bản FIPS 197. Sau một cuộc thi tổ chức công khai, NIST đã chọn Rijndael, do hai nhà mật mã người Bỉ đệ trình, và nó trở thành AES. Hiện nay DES và một số biến thể của nó (như Tam phần DES (Triple DES); xin xem thêm trong phiên bản FIPS 46-3), vẫn còn được sử dụng, do trước đây nó đã được gắn liền với nhiều tiêu chuẩn của quốc gia và của các tổ chức. Với chiều dài khoá chỉ là 56-bit, nó đã được chứng minh là không đủ sức chống lại những tấn công kiểu vét cạn (brute force attack - tấn công dùng bạo lực). Một trong những cuộc tấn công kiểu này được thực hiện bởi nhóm "nhân quyền cyber" (cyber civil-rights group) tên là Tổ chức tiền tuyến điện tử (Electronic Frontier Foundation) vào năm 1997, và đã phá mã thành công trong 56 tiếng đồng hồ—câu chuyện này được nhắc đến trong cuốn Cracking DES (Phá vỡ DES), được xuất bản bởi "O'Reilly and Associates". Do kết quả này mà hiện nay việc sử dụng phương pháp mật mã hóa DES nguyên dạng, có thể được khẳng định một cách không nghi ngờ, là một việc làm mạo hiểm, không an toàn, và những thông điệp ở dưới sự bảo vệ của những hệ thống mã hóa trước đây dùng DES, cũng như tất cả các thông điệp được truyền gửi từ năm 1976 trở đi sử dụng DES, đều ở trong tình trạng rất đáng lo ngại. Bất chấp chất lượng vốn có của nó, một số sự kiện xảy ra trong năm 1976, đặc biệt là sự kiện công khai nhất của Whitfield Diffie, chỉ ra rằng chiều dài khóa mà DES sử dụng (56-bit) là một khóa quá nhỏ. Đã có một số nghi ngờ xuất hiện nói rằng một số các tổ chức của chính phủ, ngay tại thời điểm hồi bấy giờ, cũng đã có đủ công suất máy tính để phá mã các thông điệp dùng DES; rõ ràng là những cơ quan khác cũng đã có khả năng để thực hiện việc này rồi.

### Khóa công khai
Tiến triển thứ hai, vào năm 1976, có lẽ còn đột phá hơn nữa, vì tiến triển này đã thay đổi nền tảng cơ bản trong cách làm việc của các hệ thống mật mã hóa. Đó chính là công bố của bài viết phương hướng mới trong mật mã học Lưu trữ ngày 22 tháng 12 năm 2003 tại Wayback Machine (New Directions in Cryptography) của Whitfield Diffie và Martin Hellman. Bài viết giới thiệu một phương pháp hoàn toàn mới về cách thức phân phối các khóa mật mã. Đây là một bước tiến khá xa trong việc giải quyết một vấn đề cơ bản trong mật mã học, vấn đề phân phối khóa, và nó được gọi là trao đổi khóa Diffie-Hellman (Diffie-Hellman key exchange). Bài viết còn kích thích sự phát triển gần như tức thời của một lớp các thuật toán mật mã hóa mới, các thuật toán chìa khóa bất đối xứng (asymmetric key algorithms).
Trước thời kỳ này, hầu hết các thuật toán mật mã hóa hiện đại đều là những thuật toán khóa đối xứng (symmetric key algorithms), trong đó cả người gửi và người nhận phải dùng chung một khóa, tức khóa dùng trong thuật toán mật mã, và cả hai người đều phải giữ bí mật về khóa này. Tất cả các máy điện cơ dùng trong thế chiến II, kể cả mã Caesar và mã Atbash, và về bản chất mà nói, kể cả hầu hết các hệ thống mã được dùng trong suốt quá trình lịch sử nữa đều thuộc về loại này. Đương nhiên, khóa của một mã chính là sách mã (codebook), và là cái cũng phải được phân phối và giữ gìn một cách bí mật tương tự.
Do nhu cầu an ninh, khóa cho mỗi một hệ thống như vậy nhất thiết phải được trao đổi giữa các bên giao thông liên lạc bằng một phương thức an toàn nào đấy, trước khi họ sử dụng hệ thống (thuật ngữ thường được dùng là 'thông qua một kênh an toàn'), ví dụ như bằng việc sử dụng một người đưa thư đáng tin cậy với một cặp tài liệu được khóa vào cổ tay bằng một cặp khóa tay, hoặc bằng cuộc gặp gỡ mặt đối mặt, hay bằng một con chim bồ câu đưa thư trung thành... Vấn đề này chưa bao giờ được xem là dễ thực hiện, và nó nhanh chóng trở nên một việc gần như không thể quản lý được khi số lượng người tham gia tăng lên, hay khi người ta không còn các kênh an toàn để trao đổi khóa nữa, hoặc lúc họ phải liên tục thay đổi các chìa khóa - một thói quen nên thực hiện trong khi làm việc với mật mã. Cụ thể là mỗi một cặp truyền thông cần phải có một khóa riêng nếu, theo như thiết kế của hệ thống mật mã, không một người thứ ba nào, kể cả khi người ấy là một người dùng, được phép giải mã các thông điệp. Một hệ thống thuộc loại này được gọi là một hệ thống dùng chìa khóa mật, hoặc một hệ thống mật mã hóa dùng khóa đối xứng. Hệ thống trao đổi khóa Diffie-Hellman (cùng những phiên bản được nâng cấp kế tiếp hay các biến thể của nó) tạo điều kiện cho các hoạt động này trong các hệ thống trở nên dễ dàng hơn rất nhiều, đồng thời cũng an toàn hơn, hơn tất cả những gì có thể làm trước đây.
Ngược lại, đối với mật mã hóa dùng khóa bất đối xứng, người ta phải có một cặp khóa có quan hệ toán học để dùng trong thuật toán, một dùng để mã hóa và một dùng để giải mã. Một số những thuật toán này, song không phải tất cả, có thêm đặc tính là một trong các khóa có thể được công bố công khai trong khi cái kia không thể nào (ít nhất bằng những phương pháp hiện có) được suy ra từ khóa 'công khai'. Trong các hệ thống này, khóa còn lại phải được giữ bí mật và nó thường được gọi bằng một cái tên, hơi có vẻ lộn xộn, là khóa 'cá nhân' (private key) hay khóa bí mật. Một thuật toán thuộc loại này được gọi là một hệ thống 'khóa công khai' hay hệ thống khóa bất đối xứng. Đối với những hệ thống dùng các thuật toán này, mỗi người nhận chỉ cần có một cặp chìa khóa mà thôi (bất chấp số người gửi là bao nhiêu đi chăng nữa). Trong 2 khóa, một khóa luôn được giữ bí mật và một được công bố công khai nên không cần phải dùng đến một kênh an toàn để trao đổi khóa. Chỉ cần đảm bảo khóa bí mật không bị lộ thì an ninh của hệ thống vẫn được đảm bảo và có thể sử dụng cặp khóa trong một thời gian dài. Đặc tính đáng ngạc nhiên này của các thuật toán tạo khả năng, cũng như tính khả thi, cho phép việc triển khai các hệ thống mật mã có chất lượng cao một cách rộng rãi, và ai cũng có thể sử dụng chúng được.
Các thuật toán mật mã khóa bất đối xứng dựa trên một lớp các bài toán gọi là hàm một chiều (one-way functions). Các hàm này có đặc tính là rất dễ dàng thực hiện theo chiều xuôi nhưng lại rất khó (về khối lượng tính toán) để thực hiện theo chiều ngược lại. Một ví dụ kinh điển cho lớp bài toán này là hàm nhân hai số nguyên tố rất lớn. Ta có thể tính tích số của 2 số nguyên tố này một cách khá dễ dàng nhưng nếu chỉ cho biết tích số thì rất khó để tìm ra 2 thừa số ban đầu. Do những đặc tính của hàm một chiều, hầu hết các khóa có thể lại là những khóa yếu và chỉ còn lại một phần nhỏ có thể dùng để làm khóa. Vì thế, các thuật toán khóa bất đối xứng đòi hỏi độ dài khóa lớn hơn rất nhiều so với các thuật toán khóa đối xứng để đạt được độ an toàn tương đương. Ngoài ra, việc thực hiện thuật toán khóa bất đối xứng đòi hỏi khối lượng tính toán lớn hơn nhiều lần so với thuật toán khóa đối xứng. Bên cạnh đó, đối với các hệ thống khóa đối xứng, việc tạo ra một khóa ngẫu nhiên để làm khóa phiên chỉ dùng trong một phiên giao dịch là khá dễ dàng. Vì thế, trong thực tế người ta thường dùng kết hợp: hệ thống mật mã khóa bất đối xứng được dùng để trao đổi khóa phiên còn hệ thống mật mã khóa đối xứng dùng khóa phiên có được để trao đổi các bản tin thực sự.
Mật mã học dùng khóa bất đối xứng, tức trao đổi khóa Diffie-Hellman, và những thuật toán nổi tiếng dùng khóa công khai / khóa bí mật (ví dụ như cái mà người ta vẫn thường gọi là thuật toán RSA), tất cả hình như đã được xây dựng một cách độc lập tại một cơ quan tình báo của Anh, trước thời điểm công bố của Diffie and Hellman vào năm 1976. Sở chỉ huy giao thông liên lạc của chính phủ (Government Communications Headquarters - GCHQ) - Cơ quan tình báo Anh Quốc - có xuất bản một số tài liệu quả quyết rằng chính họ đã xây dựng mật mã học dùng khóa công khai, trước khi bài viết của Diffie và Hellman được công bố. Nhiều tài liệu mật do GCHQ viết trong quá trình những năm 1960 và 1970, là những bài cuối cùng cũng dẫn đến một số kế hoạch đại bộ phận tương tự như phương pháp mật mã hóa RSA và phương pháp trao đổi chìa khóa Diffie-Hellman vào năm 1973 và 1974. Một số tài liệu này hiện được phát hành, và những nhà sáng chế (James H. Ellis, Clifford Cocks, và Malcolm Williamson) cũng đã cho công bố (một số) công trình của họ.

### Chính trị trong mật mã học
Kết quả của việc này đã phá vỡ tính gần như độc quyền về mật mã học của các tổ chức chính phủ trên toàn thế giới (Xem Crypto (Bí mật) của Steven Levy để biết thêm về bài báo nói đến điều luật gây tranh cãi ở Mỹ). Lần đầu tiên trong lịch sử, những người không làm việc trong các tổ chức của chính phủ được phép truy cập các mật mã mà ngay cả chính phủ cũng khó có thể bẻ gãy được. Rất nhiều cuộc tranh cãi và xung đột, công khai lẫn bí mật, khởi sự tức thời và đến bây giờ cũng vẫn chưa lắng xuống. Tại rất nhiều các quốc gia, xuất khẩu mật mã (export of cryptography) vẫn còn là một vấn đề bị hạn chế. Mãi đến năm 1996 việc xuất khẩu mật mã ở Mỹ dùng những chìa khóa dài hơn 40 bit, vẫn còn là một việc hết sức giới hạn. Ngay cả đến năm 2004, cựu giám đốc của FBI, Louis Freeh, cũng đã làm chứng trước Hội đồng 9/11 (9/11 Commission), kêu gọi việc phát hành những luật pháp mới chống lại việc sử dụng mật mã trong môi trường công cộng.
Người biện hộ nổi tiếng nhất đối với việc cho phép công chúng sử dụng các mật mã có độ tin cậy cao là Phil Zimmermann, với việc xuất bản chương trình ứng dụng PGP (Pretty Good Privacy) của mình vào năm 1991. Khi ông cảm thấy bị đe dọa bởi các điều lệ pháp luật, lúc đó đang được chính phủ Mỹ cân nhắc, và nó đòi hỏi là tất cả các giải pháp mật mã trong nước Mỹ phải tạo các cửa sau (back doors) - cho phép chính phủ theo dõi việc sử dụng, hoặc đọc nội dung của chúng - ông đã cho phát hành một phiên bản PGP miễn phí. Những cố gắng của ông trong việc phát hành PGP trên toàn cầu đã mang lại cho ông một cuộc đấu tranh lâu dài với Bộ Tư Pháp (Justice Department) vì viện tội là ông đã vi phạm các điều khoản hạn chế trong xuất khẩu (export restrictions). Bộ Tư Pháp cuối cùng phải hủy bỏ bản cáo trạng chống lại Zimmermann, và sự phân bố phần mềm PGP miễn phí được lan truyền trên khắp toàn cầu, cuối cùng nó đã trở thành một tiêu chuẩn mở (open standard) (xem RFC2440 hay OpenPGP)

### Các kỹ thuật phá mã hiện đại

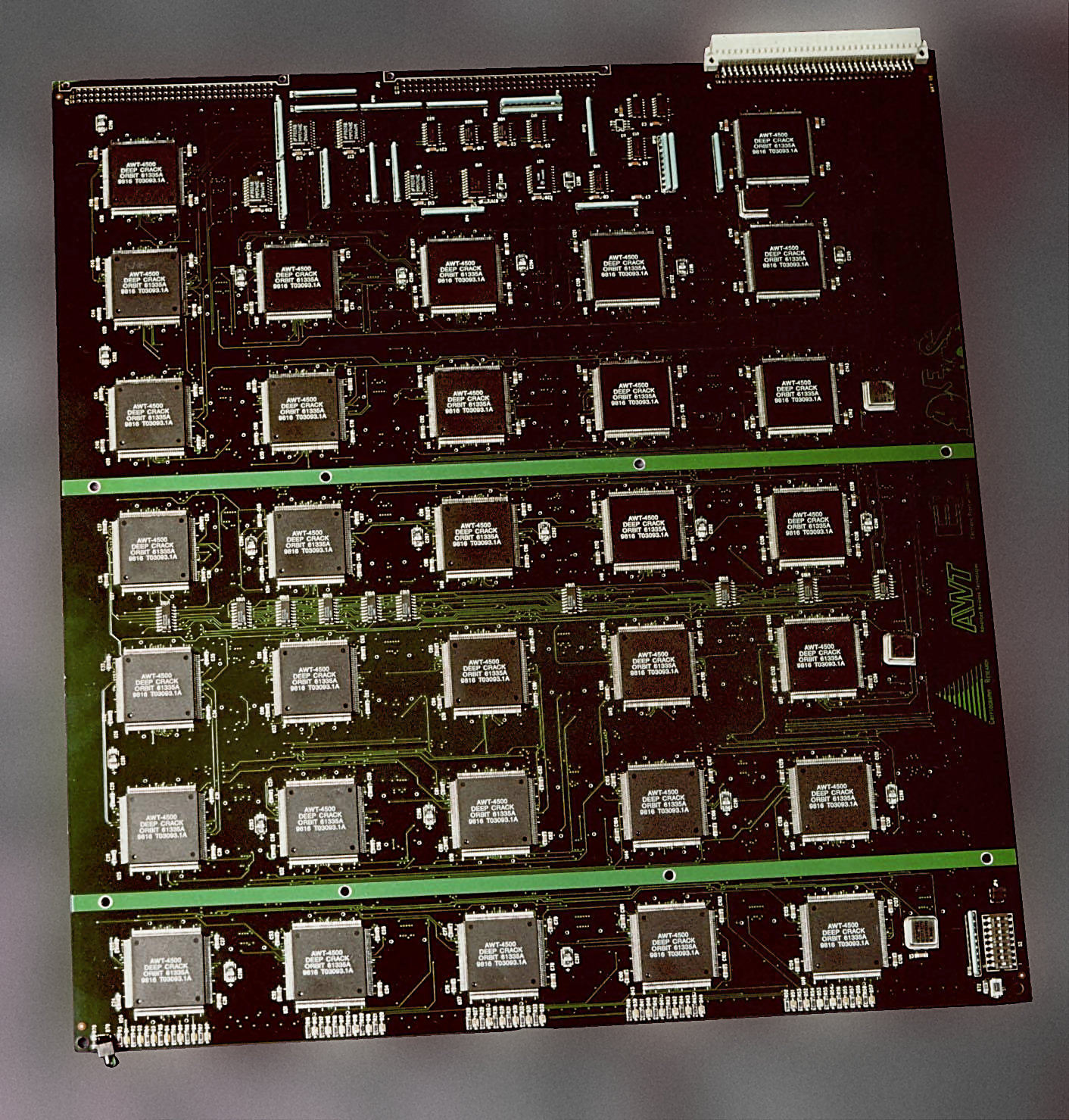
Những nhà mật mã học hiện đại đôi khi phải khai thác một số lớn các mạch tích hợp (integrated circuit) - hay còn gọi là vi mạch. Mạch điện này là một phần cơ bản trong Bộ phá mã DES của Tổ chức tiền tuyến điện tử (EFF DES cracker) và nó bao gồm 1800 chip tùy biến và có thể bẻ gãy (dùng phương pháp vét cạn) một khóa DES chỉ trong vòng vài ngày.

Trong khi những mã hiện đại tương tự như AES được đại bộ phận cho rằng là những mã không thể phá được, một số những thiết kế nghèo nàn vẫn đôi khi được chấp nhận và sử dụng, và do đó đã gây ra không ít những vụ phá mã, dùng phương pháp thám mã, đã xảy ra trong những thập kỷ gần đây. Ví dụ về những thiết kế mật mã bị bẻ gãy nổi tiếng bao gồm DES, mã hóa WEP phiên bản đầu tiên dùng trong kỹ thuật truyền thông vô tuyến Wi-Fi, Hệ thống Xáo trộn Nội dung (Content Scrambling System) được sử dụng để mã hóa và quản lý việc sử dụng DVD, và với các mã A5/1, A5/2 được sử dụng trong điện thoại di động GSM. Thêm vào đó, chưa có một chứng minh nào khẳng định được nền tảng toán học của mật mã dùng khóa công khai là 'không thể bẻ gãy', cho nên tiến triển của toán học trong tương lai có thể sẽ làm cho những hệ thống phụ thuộc vào chúng trở nên mất an toàn. Trong khi một số nhà quan sát nhìn trước được nguy cơ bị chọc thủng như vậy, thì độ lớn khóa đề nghị đối với việc bảo an lại càng ngày càng phải tăng lên, vì công suất máy tính cần thiết để bẻ gãy các mã càng ngày càng trở nên rẻ tiền hơn và sẵn có.